# Pitkäjärvi (Jukkasjärvi socken, Lappland, 749871-174024)
Pitkäjärvi är en sjö i Kiruna kommun i Lappland och ingår i Kalixälvens huvudavrinningsområde. Sjön har en area på 0,241 kvadratkilometer och ligger 344,9 meter över havet.

## Delavrinningsområde
Pitkäjärvi ingår i det delavrinningsområde (749904-174032) som SMHI kallar för Mynnar i Kalixälvens vattendragsyta. Medelhöjden är 354 meter över havet och ytan är 8,84 kvadratkilometer. Räknas de 3 avrinningsområdena uppströms in blir den ackumulerade arean 44,12 kvadratkilometer. Sattajoki som avvattnar avrinningsområdet har biflödesordning 2, vilket innebär att vattnet flödar genom totalt 2 vattendrag innan det når havet efter 258 kilometer. Avrinningsområdet består mestadels av skog (76 procent) och sankmarker (21 procent). Avrinningsområdet har 0,24 kvadratkilometer vattenytor vilket ger det en sjöprocent på 2,7 procent.